# L7Matrix
Luis Gustavo Martins (Bauru) mais conhecido como L7Matrix ou L7M, é um artista plástico, grafitter e artista contemporâneo. Na adolescência, começou sua carreira no Street Art, em que atua até os dias de hoje. Além de murais por 43 dos 47 países em que já esteve, L7Matrix também se especializou em novas técnicas e venda de telas em galerias europeias, onde mora há sete anos.

Seu estilo característico é tipicamente aviário e o levou de Berlim ao Brooklyn, de Los Angeles, de Talinn a Paris e em sua terra natal, para completar sua atraente confecção de murais para clientes e festivais.
O interesse por pássaros se intensificou quando percebeu que queria que sua arte estivesse disponível para todos em todos os lugares.

## Técnica
Enquanto explorava misturas para seu trabalho, L7Matrix experimentou várias técnicas. Atualmente, o artista utiliza apenas spray e tinta acrílica e pasteis para compor suas pinturas. Ele também chegou a um estilo único através de sua experimentação - ou seja, combina elementos geométricos e quebra-cabeças de cores muito estilizados com realismo alcançado por detalhes elaborados, usando a gestualidade com o aerossol e pinceladas, além do impacto das cores do seu trabalho, ele mistura o caos e a beleza em suas obras formando múltiplas formas através de movimentos frenéticos com cores vivas e o contraste de fluidos de tinta em diversas formas.
É exatamente essa combinação de simplicidade de cores e geometria livre que desperta certas contradições e até sentimentos de desconforto no espectador.  Sua inspiração vem do que vive no momento ou das lembranças de sua infância. Exemplo disso é o tema dos pássaros, assunto mais conhecido de seus trabalhos. Além de espectros e rostos que se assemelham a espíritos coloridos até águas-vivas bioluminescentes. L7Matrix se especializou no seu próprio estilo caracterististico e marcante que espalhou por vários lugares do mundo como França, onde vive atualmente, Suíça, Holanda, Luxemburgo, Portugal, Espanha, Estados Unidos, Canadá, Austrália, entre outros. Seu trabalho se resume em tudo que gosta e sente, sempre com movimento e gritando e explodindo em beleza e caos.

## Influências
Suas primeiras influências no universo artístico foram de mestres modernos como Van Gogh, Larionov, Modigliani, Picasso e outros. Eles o motivaram a continuar fazendo sua arte por meio de suas obras-primas e também o inspiraram por suas histórias cheias de verdade e personalidade, o que o fizeram acreditar que é possível ser artista, viver da arte e voar pelo mundo espalhando cores e sentimentos.

## Exposições
2014, Cave Gallery Venice Los Angeles, Solo Show Free Light.
2014, Breaking Borders, At 44309 streetart and Contemporary gallery, Dortmund, Germany
2014, Untitled, Gallery The Mine, Dubai, UAE
2015, Cave Gallery Colletive Exhibition
2015, Paris group Exhibition, Art Libertè du Mur de Berlin
2015, group Exhibition, Art Libertè du Mur de Berlin/ Paris France
2015, group Exhibition, Art Libertè du Mur de Berlin/ Chartres, France
2015, Special Invitate, The more largest festival of street art in europe, Upfest 
2016, Live painting L7matrix x Jimmy C, Chateau in Montpellier, France
2016, Group Exhibition, Art Libertè du Mur de Berlin/ Losc in Lille, France
2016, Solo show, UNLIMITED" at 44309 streetart and Contemporary gallery, Dortmund, Germany
2016, Eleutheria, Solo show, Station Gallery in Montreal Canada. 
2016, Vulica Brasil, Big mural in Minsk, Belarus 
2017, Group show and Live painting a Murcia museum "De la calle ao Museo" 
2018, Group Show, Borderline at Red Propeller Gallery, Devon, UK 
2018, Vulica Brasil 2/ large wall in Minsk Belarus
2018, L7matrix, Jellyfish Iridescent, Installation at Dedale in Vannes, France
2018, L7matrix at Gallery Bartoux, Paris, London, Singapore, New York 
2019, Art Basel, Gallery Bartoux, Miami Usa
2019, Urban art fair, Paris, France
2019, European Capital Culturelle, Group show Art Libertè, Plovdiv, Bulgaria
2019, Museum of War, Bastogne, Belgium "Group Show" 
2019, Live painting and group show at Mubam, Cartagena, Spain 
2019, Grand sur Paris, at Moissy Cramayel with Gallery Mathgoth
2019, The haque project with L7matrix in PNetherlands, /big mural. 
2020, Reálites, Collective Exhibition, Mathgoth Gallery, Paris
2021, Highlights, Outsiders Gallery and Delahaye et Giordani Galleries/ Rouen France